# Кубок Швейцарии по футболу 2022/2023
Кубок Швейцарии по футболу 2022/2023 — 98-й розыгрыш клубного турнира Швейцарии. Он начнётся 19 августа 2022 года и закончится 4 июня 2023 года. Финал состоится на стадионе «Ванкдорф» в Берне. Победитель отправится в третий отборочный раунд Лиги Европы 2023/24.
«Лугано» — действующий победитель турнира.

## Формат
В турнире принимают участие 64 футбольных клуба из 8 футбольных дивизионов Швейцарии. Все клубы, независимо от уровня лиги, начинают с одной стадии — 1/32 финала.

## Расписание
Матчи играются в один круг и без переигровок (в случае ничьи — доп. вр. и пенальти).
| Раунд          | Дата                      |
| -------------- | ------------------------- |
| Раунд 1 (1/32) | 19/20/21 Августа 2022     |
| Раунд 2 (1/16) | 16/17/18 Сентября 2022    |
| Раунд 3 (1/8)  | 8/9/10 Ноября 2022        |
| 1/4 финала     | 28 Февраля/1/2 Марта 2023 |
| 1/2 финала     | 4/5/6 Апреля 2023         |
| Финал          | 4 Июня 2023               |

## Первый раунд (1/32)
(1) — Суперлига
(2) — Челлендж-лига
(3) — Первая лига Промоушен
(4) — Первая лига
(5) — Межрегиональная лига
(6) — Региональная лига
(7) — Третья лига
(8) — Четвёртая лига
| Дата       | Хозяева            | Счёт | Гости          |
| ---------- | ------------------ | ---- | -------------- |
| 19.08.2022 | «Бюль» (3)         | -:-  | «Тун» (2)      |
| 19.08.2022 | «Стад Ньон» (3)    | -:-  | «Серветт» (1)  |
| 19.08.2022 | «Ла-Шо-де-Фон» (4) | -:-  | «Золотурн» (4) |
| 20.08.2022 | «Шетц» (4)         | -:-  | «Люцерн» (1)   |
| 20.08.2022 | «Роткройц» (4)     | -:-  | «Кьяссо» (3)   |
| 20.08.2022 | «Бавуа» (3)        | -:-  | «Ивердон» (2)  |